# Around the World in 80 Days (2004)
Around the World in 80 Days (prt: A Volta ao Mundo em 80 Dias; bra: Volta ao Mundo em 80 Dias - Uma Aposta Muito Louca, ou A Volta ao Mundo em 80 Dias - Uma Aposta Muito Louca) é um filme de comédia de aventura de 2004 baseado na famosa obra de Júlio Verne, A Volta ao Mundo em 80 Dias. É estrelado por Jackie Chan, Steve Coogan e Cécile de France. O filme é ambientado na Inglaterra do século 19 e centrado em Phileas Fogg (Steve Coogan), aqui reimaginado como um inventor excêntrico, e seus esforços para circum-navegar o globo em 80 dias. Durante a viagem, ele é acompanhado pelo seu criado chinês, Passepartout (Jackie Chan). Por razões de comédia, o filme intencionalmente desviou violentamente do romance e inclui uma série de elementos anacrônicos.
Com os custos de produção de cerca de US$110 milhões de dólares e custos de mercado estimada de US$30 milhões, que ganhou US$24 milhões de dólares americanos nas bilheterias dos EUA e US$72 milhões de dólares americanos em todo o mundo, tornando-se uma bomba de bilheteria. O filme finalmente virou um lucro em vendas de DVD.

## Sinopse
Londres, final do século XIX. O inventor Phileas Fogg (Steve Coogan) é visto pela conservadora comunidade científica, liderada por Lorde Kelvin (Jim Broadbent), como um excêntrico, pois acham suas ideias mirabolantes. Fogg está usando um chinês, que diz chamar-se Passepartout (Jackie Chan), como piloto de testes para suas invenções. Na verdade ele é Lau Xing, um homem que roubou do Banco da Inglaterra uma relíquia de seu povoado natal: O Buda de Jade. A estatueta era responsável pela proteção de seu povoado e havia sido roubada inicialmente por um grupo interessado nas reservas de jade que estavam sob a aldeia e colocada no Banco da Inglaterra. Após recuperá-la, ele foge da polícia e oferece seus serviços para Fogg, a fim de se safar do roubo e voltar para a China depois de certo tempo. Em certa ocasião, instiga Fogg a fazer uma aposta com Lorde Kelvin, que não envolvia dinheiro e sim prestígio. Para vencê-la Fogg precisa dar a volta ao mundo em no máximo oitenta dias, algo impensável para a época. Fogg aceita o desafio e parte com seu criado para uma viagem insana. Durante uma breve passagem pela França conhece Monique La Roche (Cécile de France), que se junta a dupla na viagem.

## Elenco
- Jackie Chan.... Passepartout / Lau Xing
- Steve Coogan.... Phileas Fogg
- Cécile de France.... Monique La Roche
- Jim Broadbent.... Lorde Kelvin
- Roger Hammond.... Lorde Rhodes
- David Ryall.... Lorde Salisbury
- Ian MacNeice.... Coronel Kitchener
- Kathy Bates.... Rainha Vitória
- Arnold Schwarzenegger.... Príncipe Hapi
- Luke Wilson.... Orville Wright
- Owen Wilson.... Wilbur Wright
- Rob Schneider.... Hobo (vagabundo) em São Francisco
- John Cleese.... Sargento Grizzled
- Richard Branson.... Homem Balão
- Ewen Bremner.... Inspetor Fix
- Sammo Hung.... Wong Fei Hung
- Karen Mok.... General Fang (creditada como Karen Joy Morris)
- Daniel Wu.... Pai Mei
- Robert Fyfe.... Jean Michel
- Adam Godley.... Sr. Sutton
- Macy Gray.... Mulher francesa dormindo
- Ken Lo.... Inspetor francês / Black Scorpion (não creditado)
- Will Forte.... Jovem policial francês Bobby
- Maggie Q.... Agente feminina (creditada como Maggie M. Quigley)
- Phil Meheux.... Hobo em Londres
- Michael Youn.... Gerente da galeria de arte
- Frank Coraci.... Pedrestre irritado
- Mark Addy.... Capitão
- Don Tai.... Ho
- Marte.... Capanga de Bak Mei (não creditado)
- Johnny Cheung.... Capanga de Bak Mei (não creditado)
- Han Guan Hua.... Black Scorpion (não creditado)
- Perry Blake.... Vincent Van Gogh
- Poon Yin Chi.... Mãe de Lau Xing
- Patrick Stewart.... Leão XIII.

## Recepção
Around the World in 80 Days foi recebido com críticas mistas. Rotten Tomatoes lhe dá uma pontuação de 31%, com base em 127 opiniões.Metacritic dar ao filme uma classificação de 49% com base em comentários de 33 críticos.
Enquanto alguns críticos criticaram por ter pouca ou nenhuma semelhança com o romance nele baseado, outros, como Roger Ebert elogiou por seu estilo visual e por ser "pateta divertido".

## Prêmiações
- Recebeu 2 indicações ao Framboesa de Ouro, nas seguintes categorias: Pior Ator Coadjuvante (Arnold Schwarzenegger) e Pior Remake ou Sequência.